# Основной капитал
Основной капитал — часть капитала, которая полностью и многократно принимает участие в производстве товара, переносит свою стоимость на новый продукт по частям, в течение ряда периодов. Понятие классической экономики Адама Смита. Одно из основных понятий политической экономии К. Маркса, часть постоянного капитала.

## Определение
Согласно Смиту, основной капитал — это капитал, не вступающий в процесс обращения и остающийся в руках владельцев.
Маркс приравнивал понятие основного капитала к средствам труда, о которых говорил так: средства труда, вступив однажды в сферу производства, уже никогда не покидают её. Их прочно удерживает в сфере производства их функция. Часть авансированной капитальной стоимости фиксируется в этой форме, определяемой функцией средств труда в процессе производства. Вследствие функционирования, а потому и изнашивания средства труда одна часть его стоимости переносится на продукт, другая же остаётся фиксированной в средстве труда и, следовательно, остаётся в процессе производства. Фиксированная таким образом стоимость постоянно уменьшается, — до тех пор, пока средство труда не отслужит своей службы; поэтому его стоимость в течение более или менее продолжительного периода распределяется на массу продуктов, которые выходят из ряда постоянно повторяющихся процессов труда. Но пока средство труда всё ещё действует в качестве средства труда, следовательно, пока его ещё не приходится заменять новым экземпляром того же самого рода, стоимость постоянного капитала всё время остаётся фиксированной в нём, между тем как другая часть первоначально фиксированной в нём стоимости переносится на продукт и потому совершает обращение как составная часть товарного запаса. Чем долговечнее средство труда, чем медленнее оно изнашивается, тем дольше постоянная капитальная стоимость остаётся фиксированной в этой потребительной форме. Но какова бы ни была степень долговечности средства труда, та степень, в которой оно передаёт свою стоимость, всегда обратно пропорциональна общей продолжительности времени его функционирования. Если из двух машин одинаковой стоимости одна изнашивается в пять лет, а другая в десять, то на протяжении одинакового времени первая отдаёт вдвое больше стоимости, чем вторая.
Эта часть капитальной стоимости, фиксированная в средстве труда, совершает обращение, как и всякая другая часть. Мы видели, что вообще вся капитальная стоимость находится в постоянном обращении и в этом смысле весь капитал является поэтому оборотным капиталом. Но обращение рассматриваемой здесь части капитала является своеобразным. Во-первых, она не обращается в своей потребительной форме, обращается только её стоимость, и притом лишь постепенно, частями, в той мере, как она переносится с рассматриваемой части капитала на продукт, который обращается как товар. В течение всего времени функционирования этой части некоторая доля её стоимости остаётся фиксированной в ней, сохраняет свою самостоятельность по отношению к товарам, производству которых она содействует. Благодаря такой особенности эта часть постоянного капитала приобретает форму основного капитала.